# Ёлка у Ивановых
«Ёлка у Ивановых» — абсурдистская. пьеса обэриута Александра Введенского, написанная в 1938 году. Состоит из четырёх действий в девяти картинах с точным указанием времени и места действия.

## Действующие лица
Петя Перов — годовалый мальчик
Нина Серова — восьмилетняя девочка
Варя Петрова — семнадцатилетняя девочка
Володя Комаров— двадцатипятилетний мальчик
Соня Острова — тридцатидвухлетняя девочка
Миша Пестров — семидесятишестилетний мальчик
Дуня Шустрова — восьмидесятидвухлетняя девочка
Пузырева — мать
Пузырев — отец
Собака Вера
Гробовщик
Горничные, повара, солдаты, учителя латинского и греческого языка.

## Сценическая судьба. Наиболее известные постановки
1987 Мюзикл «Елизавета Бам на Елке у Ивановых», театр «Человек», Москва, режиссер — Роман Козак
1989 «Вечер в сумасшедшем доме» по текстам А. Введенского, Н. Олейникова, Н. Заболоцкого, Московский театр «Эрмитаж», режиссер — Михаил Левитин
1990 «Легкий шок для изысканной публики», театр «Приют комедианта», Ленинград, режиссер — Юрий Томашевский
1994 «Hello Sonya New Year», Литовская театральная академия, Вильнюсский драматический театр, режиссер — Оскарас Коршуновас
1996 «Про елку у Ивановых», Академический театр драмы (Омск), режиссер — Михаил Левитин
1998 «Vánoce u Ivanovových», театр HaDivadlo, Брно, Чехия, режиссер — Александр Пономарев
2012 «Ёлка у Ивановых» Вильнюсский старый театр, режиссер — Йонас Вайткус, премьера 14 января 2012 
2013 «Ёлка у Ивановых» Гоголь-центр, Москва, режиссер — Денис Азаров, премьера 3 апреля 2013
2025 «Ёлка у Ивановых» Театр на Садовой, Санкт-Петербург, режиссер — Роман Муромцев, премьера 22 марта 2025

## Издания
Введенский А. И. Полное собрание сочинений: В 2 т. / Вступ. статья, подготовка текста и примечания Михаила Мейлаха. Ann Arbor: "Ардис", 1980-1984. Т. 2
Введенский А.И. Полное собрание сочинений: В 2 т. М.: Гилея, 1993. Т. 2
Введенский А.И. Всё / А. Введенский. — М: ОГИ, 2013. — 736 с.
Бесчеловечный театр : [сборник]. - Москва : Опустошитель, 2015. - 424, [1] с.
Введенский А. И. Ёлка у Ивановых : [пьеса] / Александр Введенский ; с иллюстрациями Леонида Тишкова [статьи Валерия Шубинского и Леонида Тишкова]. - Москва : Объединенное гуманитарное изд-во, 2021. - 61, [2] с. : ил.
Введенский А. И. Ёлка у Ивановых : пьеса / Александр Введенский ; вступ. ст. В. Шубинского иллюстрации Маши Пряничниковой. - Москва: БуксМАрт, 2021. - 74, [2] с. : цв. ил.